# مين نان
مين-نان (Bân-lâm-gú تنطق ‎[ban˨˩lam˧˥gu˥˧]‏ في شيامېن؛ Bân-lâm-gí، تنطق ‎[ban˨˩lam˧˥gi˥˧]‏ في جياڭجۇ، و‎[ban˨˩lam˧˥gɨ˥˧]‏ في چۈهنجۇ وتهيبېي) مجموعة لهجات صينية متقاربة يتكلمها أهل فۇجيهن والمناطق التي تجاورها.